# Petra Anders
Petra Anders (* 26. November 1972 in Salzgitter) ist eine deutsche Pädagogin. Sie ist Professorin für Deutschdidaktik in der Primarstufe im Institut für Erziehungswissenschaften an der Humboldt-Universität zu Berlin.

## Akademische Vita
Anders studierte von 1992 bis 1999 Deutsch und Geschichte sowie Philosophie an der Universität Göttingen und der Universität Wien. Nach dem Referendariat in Berlin war sie Studienrätin in Brandenburg, Baden-Württemberg und Hamburg. 2010 promovierte sie mit dem Thema „Poetry Slam im Deutschunterricht“ an der Universität Bremen. Von 2011 bis 2012 war sie Visiting Scholar am Teachers College, Columbia University, New York City (Schwerpunkte: Digital Storytelling, Cultural Studies). Ihre Forschungsschwerpunkte sind Film- und Literaturdidaktik sowie Bildung in einer auch digital gestaltbaren Welt. Im April 2022 erhielt sie den Preis für gute Lehre 2021 der Humboldt-Universität zu Berlin, 2025 erhielt sie den Communicator-Preis der Deutschen Forschungsgemeinschaft (DFG) für ihre herausragende Wissenschaftskommunikation zur Förderung der Lese- und Sprachkompetenz in der Primarstufe. Sie lebt in Berlin, ist verheiratet und hat drei Kinder.

## Publikationen (Auswahl)
- Anders, Petra (2021): Hörbuch zu Grundlagen der Deutschdidaktik in der Grundschule, https://petra-anders.net/deutschdidaktik
- Anders, Petra (2021, 3. neubearb. Auflage): Lyrische Texte im Deutschunterricht. Grundlagen, Methoden, multimediale Praxisvorschläge, Seelze: Kallmeyer, 255 S
- Anders, Petra (2019): Literarisches Lernen im Kontext der Digitalität, erschienen unter:
- Anders, Petra; Staiger, Michael, mit Beiträgen von Albrecht, Christian; Rüsel, Manfred; Vorst, Claudia (2019): Einführung in die Filmdidaktik. Stuttgart: Metzler.
- Anders, Petra (2016, 4. Auflage): Poetry Slam. Unterricht Workshops, Texte, Medien. In: Deutschdidaktik aktuell, Bd. 34, Baltmannsweiler: Schneider Verlag Hohengehren, (1. Auflage 2011), 186 S.
- Anders, Petra (2015, 3. Auflage): Poetry Slam im Deutschunterricht. Dissertation, Baltmannsweiler: Schneider Verlag Hohengehren (1. Aufl. 2010), 341 S.
- Anders, Petra (2004): Poetry Slam. Live-Poeten in Dichterschlachten, Mülheim: Verlag an der Ruhr (2. Aufl. 2007), 103 S.

## Belege
1. ↑  Autorenprofil in der Google-Buchsuche
2. ↑  Festakt Preis für Gute Lehre 2021. Abgerufen am 1. Mai 2022 (deutsch).
3. ↑  DFG Pressemitteilung Nr. 9 vom 14. April 2025: Communicator-Preis für Deutschdidaktikerin Petra Anders, abgerufen am 15. April 2025

| Personendaten    | Personendaten                                           |
| ---------------- | ------------------------------------------------------- |
| NAME             | Anders, Petra                                           |
| KURZBESCHREIBUNG | deutsche Fachdidaktikerin Deutsch und Hochschullehrerin |
| GEBURTSDATUM     | 26. November 1972                                       |
| GEBURTSORT       | Salzgitter                                              |